# Ruan Dacheng
Pour les articles homonymes, voir Ruan.
Dans ce nom, le nom de famille, Ruan, précède le nom personnel.
Ruan Dacheng, né vers 1587, mort vers 1646, est un homme politique et dramaturge chinois.
Ruan Dacheng est connu pour avoir joué un rôle dans les luttes de pouvoir de la fin de la dynastie des Ming. Partisan de la faction des eunuques, il s'oppose au parti Donglin. Il meurt dans les combats lors de l’effondrement de la dynastie.
Ruan Dacheng est un dramaturge dont quatre pièces sont parvenues jusqu'à nos jours. La Lettre de l'hirondelle (Yanzi jian) a pour sujet une histoire d'amour initiée par un poème volé par une hirondelle.
Ruan Dacheng est lui-même un personnage de la pièce historico-politique L'Éventail aux fleurs de pêcher (en) de Kong Shangren (1699).

## Liste des pièces
- La Lettre de l'hirondelle (Yanzi jian)[3]
- Dix méprises, ou Devinettes de la fête des lanternes du printemps[4]

## Source audio
- (en) Alison Hardie, Rusticity in the Poetry and Gardens of Ruan Dacheng (1587-1646), Maison française d'Oxford, 2014